# Сіндія
Сіндія (італ. Sindia, сард. Sindia) — муніципалітет в Італії, у регіоні Сардинія,  провінція Нуоро.
Сіндія розташована на відстані близько 370 км на південний захід від Рима, 130 км на північ від Кальярі, 60 км на захід від Нуоро.
Населення — 1758 осіб (2014).

## Демографія
Населення за роками:

Станом на 1 січня 2023 року в муніципалітеті офіційно проживали 23 іноземці з 4 країн, серед них 14 громадян країн Євросоюзу.

## Сусідні муніципалітети
- Макомер
- Поццомаджоре
- Сагама
- Скано-ді-Монтіферро
- Семестене
- Суні